# Стоу (Массачусетс)
Стоу (англ. Stow) — місто (англ. town) в США, в окрузі Міддлсекс штату Массачусетс. Населення — 7174 особи (2020).

## Демографія
Згідно з переписом 2010 року, у місті мешкало 6590 осіб у 2429 домогосподарствах у складі 1902 родин. Було 2526 помешкань
Расовий склад населення:
| - 93,6 % — білих - 3,3 % — азіатів - 0,7 % — чорних або афроамериканців - 0,2 % — корінних американців |

До двох чи більше рас належало 1,9 %. Частка іспаномовних становила 1,9 % від усіх жителів.
За віковим діапазоном населення розподілялося таким чином: 26,6 % — особи молодші 18 років, 60,7 % — особи у віці 18—64 років, 12,7 % — особи у віці 65 років та старші. Медіана віку мешканця становила 43,5 року. На 100 осіб жіночої статі у місті припадало 97,0 чоловіків;  на 100 жінок у віці від 18 років та старших — 93,7 чоловіків також старших 18 років.
Середній дохід на одне домашнє господарство  становив 157 304 долари США (медіана — 144 766), а середній дохід на одну сім'ю — 179 392 долари (медіана — 164 032). Медіана доходів становила 121 107 доларів для чоловіків та 83 315 доларів для жінок. За межею бідності перебувало 4,4 % осіб, у тому числі 5,4 % дітей у віці до 18 років та 3,9 % осіб у віці 65 років та старших.
Цивільне працевлаштоване населення становило 3793 особи. Основні галузі зайнятості: освіта, охорона здоров'я та соціальна допомога — 26,6 %, науковці, спеціалісти, менеджери — 18,1 %, виробництво — 11,5 %, роздрібна торгівля — 8,4 %.